# Garden Point Airport
Garden Point Airport är en flygplats i Australien. Den ligger i kommunen Tiwi Islands och territoriet Northern Territory, omkring 130 kilometer norr om territoriets huvudstad Darwin. Den ligger på ön Melville Island.
Trakten runt Garden Point Airport är nära nog obefolkad, med mindre än två invånare per kvadratkilometer.. 
Savannklimat råder i trakten. Genomsnittlig årsnederbörd är 1 850 millimeter. Den regnigaste månaden är januari, med i genomsnitt 516 mm nederbörd, och den torraste är augusti, med 1 mm nederbörd.